# Hermann Conradi

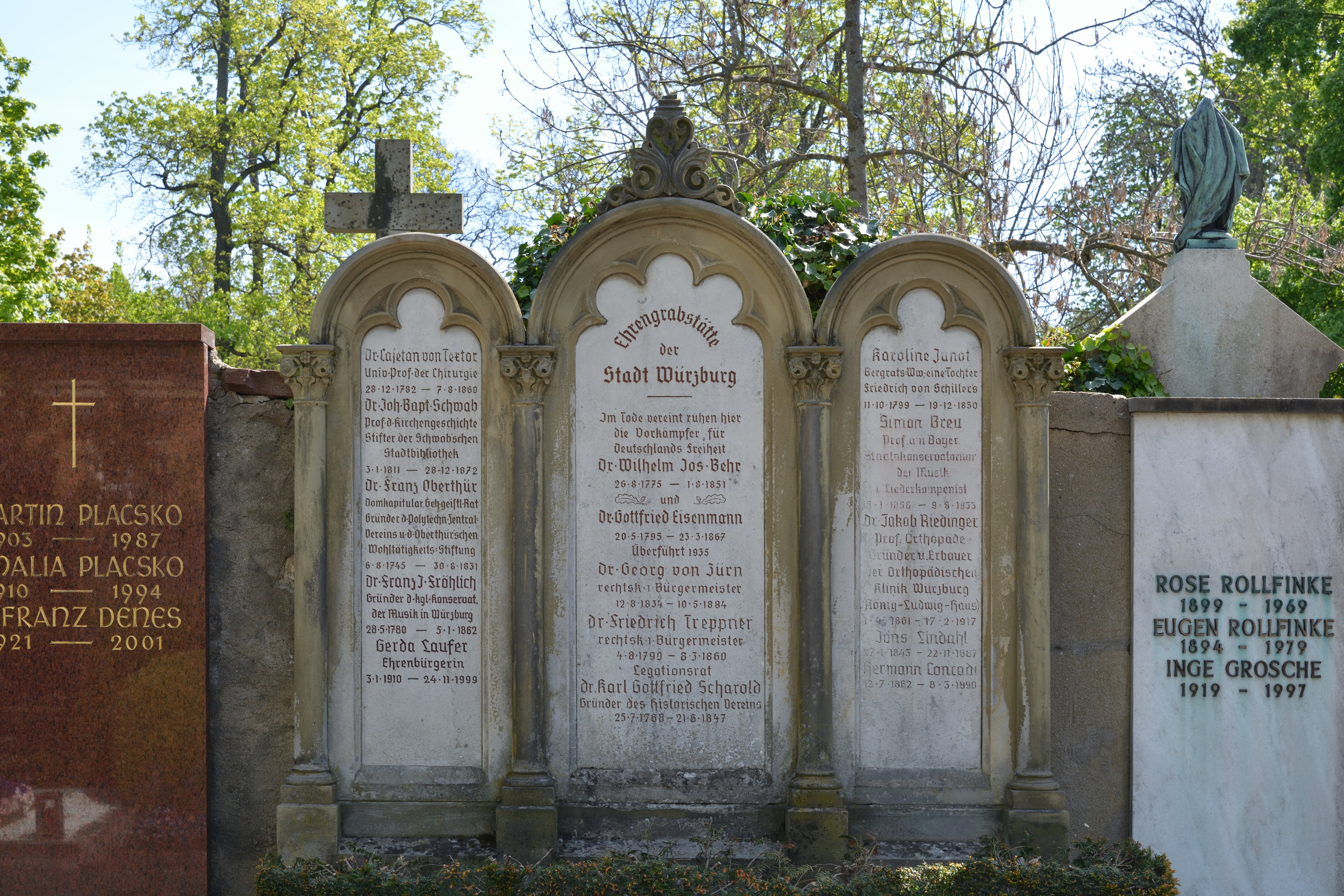
Ehrengrab auf dem Hauptfriedhof Würzburg

Hermann Conradi (* 12. Juli 1862 in Jeßnitz (Anhalt); † 8. März 1890 in Würzburg) war ein deutscher Schriftsteller des Naturalismus.

## Leben
Hermann Conradi wurde als Sohn eines Kleinunternehmers in Jeßnitz geboren. Er war ein exaltiertes Kind, das häufig an Krankheiten litt und mehrmals die Schule wechselte. 1876 besuchte er das Gymnasium in Dessau, 1879 ging er auf das Gymnasium zum Kloster „Unser lieben Frauen“ in Magdeburg, das er mit dem Einjährig-Freiwilligen-Zeugnis verließ. Schon in der Schulzeit gründete er den literarischen Verein „Bund der Lebendigen“, dem auch Johannes Schlaf angehörte, und veröffentlichte erste Texte im Magdeburger Tageblatt. Eine danach begonnene Buchhändlerlehre brach er nach kurzer Zeit ab.
In Berlin studierte er ab 1884 Philosophie und Literatur. Hier schloss er sich dem Literaturkreis um die Brüder Hart an und verfasste zu der von Wilhelm Arent 1885 herausgegebenen Anthologie „Moderne Dichter-Charaktere“ eine programmatische Vorrede („Unser Credo“), die in Literaturkreisen wegen ihrer Radikalität Aufsehen erregte. Von ständigen Geldsorgen bedrängt, versuchte er sich in Neunkirchen als Redakteur der Saar- und Blieszeitung, gab die Stelle aber nach kurzer Zeit wieder auf.
Hierauf zog er nach Leipzig, wo zu seinen näheren Bekannten Adolf Bartels und Otto Erich Hartleben zählten. Hier erschienen 1887 sein Lyrikband „Lieder eines Sünders“ sowie sein erster Roman „Phrasen“, in dem er seine Leipziger Bekannten schildert, was ihm viele, die sich wiedererkannten, verübelten. Ebenfalls 1887 vollendete er den Roman „Adam Mensch“, der aber wegen Differenzen mit seinem Verleger erst zwei Jahre später erschien. Conradi ging nach München, seine finanziellen Verhältnisse und seine Gesundheit (Asthma) verschlechterten sich derart, dass er sich in die Obhut der Familie eines Freundes in Lockwitz begab. 1889 hielt er sich erneut in Leipzig auf, wo sein Roman „Adam Mensch“ erschien, gegen den sogleich die Staatsanwaltschaft wegen „unsittlicher und gotteslästerlicher“ Stellen Ermittlungen einleitete. Conradi zog anschließend nach Würzburg. Hier arbeitete er an einer Dissertation und an einem neuen Roman („Ein moderner Erlöser“). An einer Lungenentzündung erkrankt, starb er im Alter von 27 Jahren. Sein Nachlass kam in die Landesbibliothek Dessau.

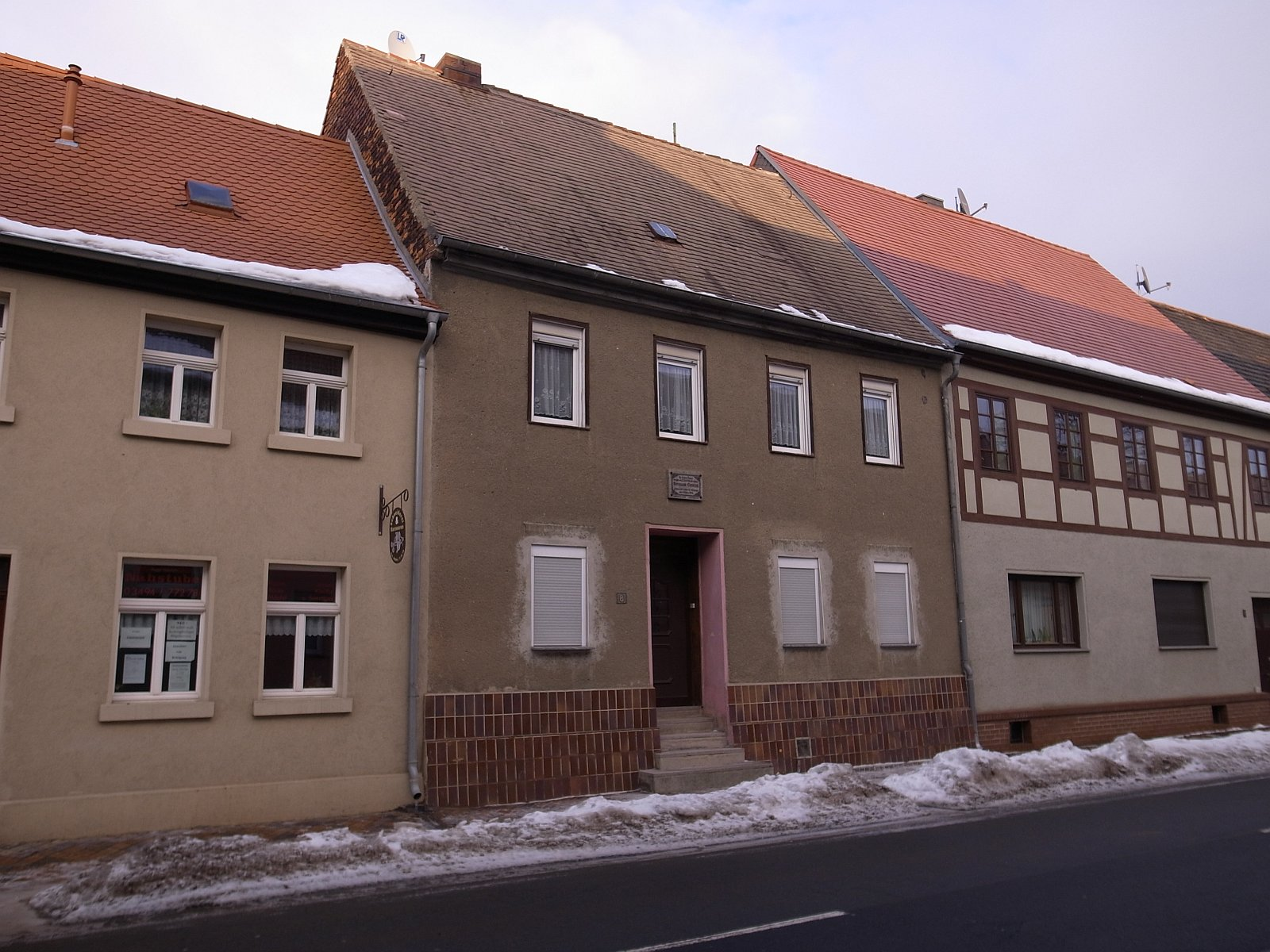
Geburtshaus in Jeßnitz

## Werke
- Unser Credo, 1885
- (Hg.:) Daniel Leßmann: Wanderbuch eines Schwermüthigen. Neu hg. von Hermann Conradi. Berlin: Nauck 1885
- Brutalitäten. Skizzen und Studien, Zürich: Verlags-Magazin 1886
- Rezension "Quartett", 1886
- Lieder eines Sünders, Leipzig: Friedrich 1887 Vorwort
- Phrasen. Roman, Leipzig: Friedrich 1887
- Adam Mensch. Roman, Leipzig: Friedrich 1889 (Digitalisat und Volltext im Deutschen Textarchiv) (Reprint 1997, Karben: Wald) ISBN 3-932065-04-2
- Hermann Conradis gesammelte Schriften, 3 Bde., hrsg. v. Paul Ssymank. (Bd. 3 hrsg. v. Gustav Werner Peters) München: Müller 1911